# Odličen dan za ribe bananarice
Odličen dan za ribe bananarice (izvirno A Perfect Day for Bananafish) je kratka zgodba ameriškega pisatelja J. D.-ja Salingerja. Prvič je bila objavljena 31. januarja 1948 v literarnem zborniku The New Yorker. Leta 1949 so jo nato objavili v sklopu antologične zbirke 55 Short Stories from the New Yorker. Leta 1953 so jo vključili še v Salingerjevo zbirko kratkih zgodb, poimenovano Devet zgodb. Znotraj Salingerjevega opusa gre za prvo, v kateri je omenjen kateri od članov fiktivne družine Glass. Dogajanje prikazuje Seymourja Glass in njegovo ženo na njunih drugih medenih tednih na Floridi.
Zgodba je bila prvotno naslovljena A Fine Day for Bananafish (Dober dan za ribe bananarice) in je odigrala zelo pomembno vlogo v razvoju Salingerjeve pisateljske kariere. Revija The New Yorker, ki je do tedaj objavila le eno njegovo zgodbo, je namreč zgodbo Odličen dan za ribe bananarice nemudoma zgrabila in jo takoj potrdila za objavo. Pri reviji so se zaradi »enkratne kakovosti« zgodbe odločili, da s Salingerjem podpišejo pogodbo, ki jim je omogočala premierno izdajo vseh njegovih bodočih zgodb.  Po objavi je zgodba naletela na takojšen uspeh. Salingerjev biograf Paul Alexander je celo zapisal, da je bila »ravno ta zgodba tista, ki je za vse večne čase spremenila Salingerjev položaj v literarni skupnosti.« 

## Vsebina
Seymour je prebil dan na plaži, medtem ko je njegova žena Muriel ostala v hotelski sobi in se po telefonu  s svojo materjo pogovorjala o oblekah in Seymourjevem obnašanju. Muriel mater vpraša po knjigi nemške poezije, ki ji jo je Seymour poslal iz Nemčije in je ni nikoli prebrala. Mati ji odgovori, da jo ima doma, natančneje v Fredijevi sobi. Seymour se med tem potika po plaži in si dela skrbi zaradi mnogih nepomembnih reči, med drugim zaradi tega, da bi ljudje strmeli v njegove noge. Iz tega naslova si je Seymour tudi oblekel haljo, da bi preprečil, da bi ljudje buljili v tatu, ki ga nima. Med kopanjem v morju Seymour naleti na mlado deklico po imenu Sybil in ji pove za ribe bananarice. Slednje, tako pravi Seymour, »zaplavajo v luknjo, polno banan. Ko zaplavajo noter, so kot čisto navadne ribe. Ko pa so enkrat noter, se vedejo kot prašiči ... [in] se tako odebelijo, [da] ne morejo več iz luknje.« Potem ko ribe bananarice pojedo toliko banan, da ne morejo več iz bananske luknje, staknejo banansko vročico in umrejo. Ko konča s pripovedovanjem o ribah bananaricah, se Seymour vrne v svojo hotelsko sobo, kjer Muriel že spi v zakonski postelji. Iz prtljage vzame pištolo, stopi do nezasedene strani zakonske postelje in se ustreli v desno sence.

## Analiza
Zgodba je bila uspešna zaradi svoje tehnične dovršenosti kot tudi zaradi grotesknega humorja, ki je prisoten v dobršnem delu Salingerjevega opusa. Nekateri kritiki so se osredotočili na simbolizem.  Salinger je v prvem delu zgodbe uporabil dialog, s katerim je naslikal plitkost Muriel in njene matere. Drugi del se začne s Sybil Carpenter, mlado deklico v rumenih dvodelnih kopalkah. Tudi Sybilina mati je govorila o oblekah, podobno kot Murielina mati. Seymour se na plaži osami in njegov odgovor na Sybilino vprašanje »Kje je pa gospa?« da bralcu vedeti, da je negotov z Muriel.  Za njegov samomor obstaja več interpretacij. Ena trdi, da je Salinger na dveh nasprotujočih si polih prikazal »vulgarnost in uničevalnost« žene Muriel ter »čistost in neomadeževanost« male Sybil. 